# Comté de Calhoun (Arkansas)
Pour les articles homonymes, voir Comté de Calhoun.
Le comté de Calhoun est un comté de l'État de l'Arkansas aux États-Unis. Au recensement de 2010, il comptait 5 368 habitants. Son chef-lieu est Hampton.

## Démographie
| 1860  | 1870  | 1880  | 1890  | 1900  | 1910  |
| ----- | ----- | ----- | ----- | ----- | ----- |
| 4 103 | 3 853 | 5 671 | 7 267 | 8 539 | 9 894 |

| 1920   | 1930  | 1940  | 1950  | 1960  | 1970  |
| ------ | ----- | ----- | ----- | ----- | ----- |
| 11 807 | 9 752 | 9 636 | 7 132 | 5 991 | 5 573 |

| 1980  | 1990  | 2000  | 2010  | - | - |
| ----- | ----- | ----- | ----- | - | - |
| 6 079 | 5 826 | 5 744 | 5 368 | - | - |